# Mihai Dalea
Mihai Dalea (* 21. Januar 1917 in Târnova, Kreis Caraș-Severin; † 1. Juli 1980 in Bukarest) war ein rumänischer Politiker der Rumänischen Kommunistischen Partei PMR (Partidul Muncitoresc Român) und ab 1965 PCR (Partidul Comunist Român), der unter anderem zwischen 1954 und 1955 sowie erneut 1960 bis 1969 Mitglied des Sekretariats des Zentralkomitees (ZK) der PMR/PCR, von 1969 bis 1972 Präsident der Zentralen Parteikontrollkommission der PCR sowie von 1974 bis 1979 Kandidatmitglied des Exekutivkomitees des ZK der PCR war.

## Leben

### Abgeordneter, ZK-Mitglied und Botschafter
Dalea begann nach dem Besuch der siebenjährigen Primarschule und der dreijährigen Berufsschule 1933 eine Tätigkeit als Arbeiter in einer Metallfabrik in Reșița und trat 1935 dem dortigen Sozialistischen Jugendverband (Tineretului Socialist) bei. 1942 wurde er Mitglied der Kommunistischen Partei PCR (Partidul Comunist din România) und nach dem Besuch der Parteihochschule Ștefan Gheorghiu im August 1945 Instrukteur für Organisation und Mitglied des Parteikomitees in der Region Banat. 1947 wurde er Generalsekretär der Kommunistischen Jugendunion UTC (Uniunea Tineretului Comunist) beziehungsweise der Union der Arbeiterjugend UTM (Uniunea Tineretului Muncitor).
Nachdem er von 1946 bis 1948 für den Wahlkreis Caraș Mitglied der Deputiertenkammer war, wurde er 1948 Mitglied der Großen Nationalversammlung (Marea Adunare Națională), der er bis zu seinem Tod angehörte. Dort vertrat er zunächst die Interessen von Caraș, danach von 1952 bis 1957 Oțelu Roșu, zwischen 1957 und 1961 Oravița, von 1961 bis 1969 den Wahlkreis Timișoara-Est sowie zuletzt zwischen 1969 und seinem Tod 1980 den Wahlkreis Reșița-Est 1. 
Auf dem sechsten Parteitag der PMR vom 21. bis 23. Februar 1948 wurde Dalea erstmals zum Mitglied des ZK gewählt und gehörte diesem bis zu seinem  Tod an. Zugleich wurde er 1948 erst Mitarbeiter und dann am 1. November 1949 Vizepräsident der Staatlichen Kontrollkommission im Rang eines Vizeministers. Im Anschluss fungierte er zwischen dem 27. April 1951 und dem 11. Juli 1952 Erster Sekretär des Regionalkomitees der PMR von Orașul Stalin. Er war vom 11. Juli 1952 bis zum 18. Mai 1954 Botschafter in der Sowjetunion und zugleich vom 20. November 1952 bis zum 15. Februar 1955 als Botschafter in der Mongolischen Volksrepublik sowie zwischen dem 23. Februar 1953 und dem 15. Februar 1955 auch als Botschafter in Finnland akkreditiert.

### ZK-Sekretär
Er wurde auf dem Plenum des ZK der PMR am 19. April 1954 zum Mitglied des Sekretariats des ZK gewählt und gehörte diesem bis Januar 1955 an. Nachdem er vom 15. Februar bis zum 2. Juni 1955 Präsident der Staatlichen Kommission für Landwirtschaftliche Produktionsgenossenschaften war sowie zwischen dem 2. Juni 1955 und dem 23. März 1956 Genossenschaftsminister (Ministrul Colectãrilor) war, fungierte er vom 22. Mai 1956 bis zum 12. Juli 1960 erneut als außerordentlicher und bevollmächtigter Botschafter in der Sowjetunion und war zwischen dem 26. Mai 1956 und dem 9. September 1960 abermals auch als Botschafter in der Mongolischen Volksrepublik akkreditiert.
Auf dem achten Parteitag der PMR vom 20. bis 26. Juni 1960 wurde Dalea abermals zum Mitglied des Sekretariats des ZK gewählt, dem er nunmehr bis zum 12. August 1969 angehörte. Zugleich war er zwischen dem 31. Mai 1962 und dem 27. Juli 1965 auch Präsident des Obersten Landwirtschaftsrates (Consiliului Superior al Agriculturii). Im Sekretariat des ZK der PCR war er seit dem 29. März 1965 zunächst für Probleme der Landwirtschaft verantwortlich und danach seit dem 2. November 1965 Leiter der ZK-Abteilung für Auswärtige Beziehungen, ehe er zuletzt 1969 im ZK-Sekretariat die Verantwortung für die Abteilung für Auswärtige Beziehungen, das Institut für kulturelle Beziehungen mit dem Ausland sowie auswärtige Angelegenheiten der Massenorganisationen und Nichtregierungsorganisationen trug. Zugleich war er seit dem 13. Mai 1969 bis zu seinem Tod auch Vorsitzender des Außenpolitischen Ausschusses der Großen Nationalversammlung.

### Präsident der Zentralen Parteikontrollkommission
Dalea war vom 12. August 1969 bis zum 21. Juli 1972 Präsident der Zentralen Parteikontrollkommission der PCR (Colegiul Central de Partid) sowie gleichzeitig zwischen 1969 und 1975 Präsident des Generalrates des gewerkschaftlichen Dachverbandes UGSR (Uniunea Generalã a Sindicatelor din România) und vom 18. April 1972 bis 1974 auch Sekretär des Nationalrates der Sozialistischen Einheitsfront FUS (Frontul Unitãții Socialiste), die für die Aufstellung der Kandidatenlisten für die Abgeordneten der Großen Nationalversammlung zuständig war.
Dalea war zwischen dem 21. Juli 1972 und dem 28. November 1974 Kandidatmitglied des Exekutivkomitees des ZK sowie von Februar 1973 bis zu seinem Tod Präsident des Generalrates der Gesellschaft für die Beziehungen zur Sowjetunion ARLUS (Asociația Românã pentru Legãturile cu Uniunea Sovieticã).
Er wurde auf dem elften Parteitag der PCR vom 24. bis 27. November 1974 zum Kandidaten des Politischen Exekutivkomitees des ZK der PCR gewählt und übte diese Funktion bis zum 23. November 1979 aus. Daneben fungierte er zwischen dem 26. Januar 1977 und seinem Tod als Vizepräsident des Nationalrates der Demokratischen und Sozialistischen Einheitsfront FDUS (Frontul Democrației și Unității Socialiste), der 1975 gegründeten Nachfolgeorganisation der FUS. Zuletzt war Dalea vom 23. November 1979 bis zu seinem Tod Erster Vizepräsident der Zentralen Parteikontrollkommission.

### Ehrungen und Auszeichnungen
Für seine langjährigen Verdienste wurde Dalea mehrfach ausgezeichnet und erhielt unter anderem 1948 den Stern der Volksrepublik Rumänien Zweiter Klasse (Ordinul Steaua Republicii Populare Române), 1952 die Medaille zur Erinnerung an das fünfjährige Bestehen der Volksrepublik Rumänien (Medalia A V-a aniversare a R.P.R.), 1958 den Orden zur Verteidigung des Vaterlandes Zweiter Klasse (Ordinul Apărarea Patriei), 1959 den Orden 23. August Dritter Klasse (Ordinul 23. August), den Orden der Arbeit Erster Klasse (Ordinul Muncii), 1964 die Medaille zum 20. Jahrestag der Gründung der Streitkräfte der Sozialistischen Republik Rumänien (Medalia A XX-a aniversare a Zilei Armatei Republicii Socialiste România), 1966 den Orden Tudor Vladimirescu Erster Klasse (Ordinul Tudor Vladimirescu), 1967 den Stern der Sozialistischen Republik Rumänien Erster Klasse (Ordinul Steaua Republicii Socialiste România), 1971 den Titel Held der sozialistischen Arbeit (Erou al Muncii Socialiste), 1971 die Goldene Medaille „Sichel und Hammer“ (Medalia de aur secera si ciocanul), 1971 die Medaille 50. Jahrestag der Gründung der Rumänischen Kommunistischen Partei (Medalia jubilară 50 de ani de la înfiinţarea Partidului Comunist Român) sowie 1974 den Orden 23. August Erster Klasse.

## Weblink
- Biografie in Consiliul Național pentru Studiera Arhivelor Securității. Membrii C.C. al P.C.R. 1945–1989. Dicționar, S. 196

| Personendaten    | Personendaten                |
| ---------------- | ---------------------------- |
| NAME             | Dalea, Mihai                 |
| KURZBESCHREIBUNG | rumänischer Politiker (PCR)  |
| GEBURTSDATUM     | 21. Januar 1917              |
| GEBURTSORT       | Târnova, Kreis Caraș-Severin |
| STERBEDATUM      | 1. Juli 1980                 |
| STERBEORT        | Bukarest                     |